# 短腹纖柱魚
短腹纖柱魚（学名：Stemonosudis siliquiventer）為輻鰭魚綱仙女魚目帆蜥魚亞目魣蜥魚科的一種，分布於大西洋加勒比海至非洲西部海域，深度40-2000公尺，體長可達16公分，棲息在表中層水域，生活習性不明。